# 梁颖
梁颖（1957年5月—），广西宜州人。中国共产党党员。广西师范大学历史系中国古代史专业毕业，历史学硕士。中华人民共和国政治人物。

## 生平
历任广西师范大学党委副书记，中共梧州市委副书记，共青团广西区委书记，广西民族学院（后升格为广西民族大学）党委书记，中共广西区委党校常务副校长、广西行政学院院长等职。2009年11月任广西大学党委书记。